# Martin Zenke

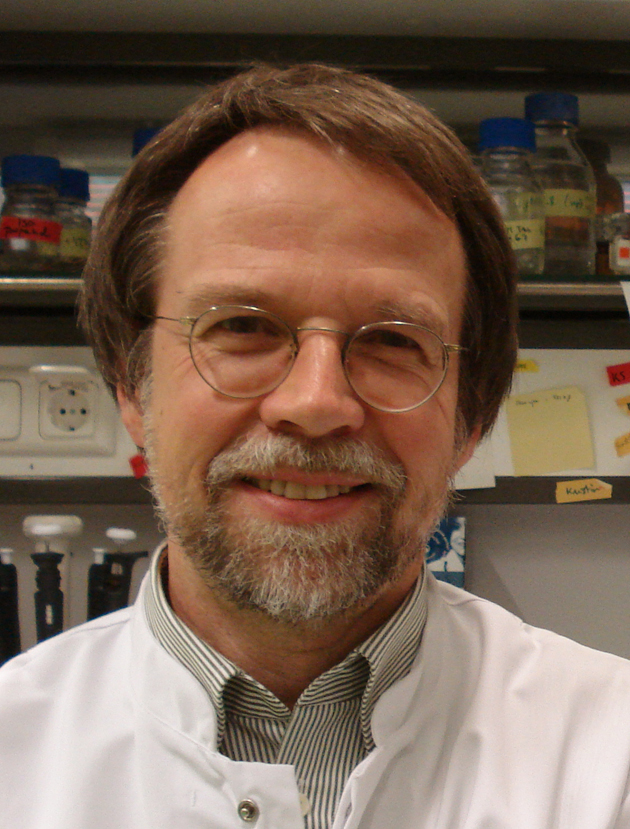
Martin Zenke (2012)

Martin Zenke (* 7. August 1953 in Korbach) ist ein deutscher Biochemiker und Zellbiologe. Er ist Hochschullehrer und Wissenschaftler auf dem Gebiet der Stammzellforschung und des Biomedical Engineerings und lehrt an der RWTH Aachen.

## Leben
Martin Zenke besuchte die Alte Landesschule Korbach und machte sein Abitur 1972. Von 1972 bis 1978 studierte er Chemie, Biochemie und Medizin an der Philipps-Universität Marburg (Diplom 1978, Die Ribonukleotidreduktion in synchronen Kulturen von Saccharomyces cerevisiae (Bäckerhefe)).
Von 1979 bis 1982 war Martin Zenke wissenschaftlicher Mitarbeiter (Doktorand) am Deutschen Krebsforschungszentrum (DKFZ) in Heidelberg am Institut für Virusforschung in der Abteilung DNA Tumorviren von Gerhard Sauer. Er promovierte 1982 an der Ruprecht-Karls-Universität Heidelberg zum Dr. rer. nat. mit dem Thema Transkription von SV40 Chromatin.
Von 1982 bis 1985 arbeitete Martin Zenke als Postdoc bei Pierre Chambon an der Université Louis Pasteur und am Laboratoire de Genetique Moleculaire des Eucaryotes (LGME) in Straßburg. 1985 wechselte er an das Europäische Laboratorium für Molekularbiologie (EMBL) in Heidelberg und arbeitete bis 1988 in der Abteilung von Thomas Graf und Hartmut Beug.
Von 1988 bis 1995 war Martin Zenke Junior Scientist am Institut für Molekulare Pathologie Pathologie (IMP) in Wien. 1992 folgte die Habilitation in Molekularer Genetik an der Formal- und Naturwissenschaftlichen Fakultät der Universität Wien.
Von 1995 bis 2003 war Martin Zenke Abteilungsleiter am Max-Delbrück-Centrum für Molekulare Medizin (MDC) in Berlin. 2003 folgte er dem Ruf als Gründungsdirektor des Instituts für Biomedizinische Technologien, Lehrstuhl für Zellbiologie, Medizinische Fakultät der RWTH Aachen. Seit 2008 ist Martin Zenke Mitglied der Zentralen Ethik-Kommission für Stammzellenforschung (ZES) in Berlin und von 2011 bis 2014 war er geschäftsführender Direktor des Helmholtz-Instituts für Biomedizinische Technik (Amtszeit von 3 Jahren) an der RWTH Aachen.

## Forschung

### 1979–1986: SV40 Enhancer und SV40 Chromatin
In den 1980er Jahren konzentrierte sich die Forschung von Martin Zenke auf die Gentranskription und Chromatin. 1986 zeigten er und seine Kollegen, dass Transkriptions-Enhancer eine modulare Struktur aufweisen und aus einzelnen Elementen zusammengesetzt sind, die für sich alleine relativ schwach sind, aber synergetisch wirken und dadurch Enhancer-Aktivität aufbauen. Heutzutage ist dies Lehrbuchwissen, aber in den 1980er Jahren war die ursprüngliche Annahme, dass Enhancer die Transkription durch eine einzigartige und besonders starke Enhancer-Sequenz und einen entsprechenden Enhancer-Faktor erzeugen. Martin Zenkes bahnbrechende Arbeit wird in Lewins Genes IX, dem Standard-Lehrbuch der Molekularbiologie, zitiert und dargestellt.

### 1986–1998: Das erbA-Onkogen und die Differenzierung roter Blutzellen
1988 begann Martin Zenke mit der Arbeit an retroviralen Onkogenen, insbesondere an den Onkogenen v-erbA und v-rel. Er fand heraus, dass im v-erbA-Onkogen die Funktion des c-erbA/Schilddrüsenhormonrezeptors, die Transkription zu aktivieren, verloren gegangen ist, und v-erbA als dominanter negativer Transkriptionsfaktor wirkt. Diese Arbeit war die erste Beschreibung, dass onkogene Aktivität durch einen Funktionsverlust entsteht. Diese Entdeckung war überraschend, da bis dahin angenommen wurde, dass onkogene Aktivität auf aktivierende Mutationen zurückzuführen ist.
Die erbA-Arbeit veranlasste Martin Zenke, die Differenzierung roter Blutzellen (Erythrozyten) zu untersuchen, wobei er sich auf die gerade entdeckten GATA-Transkriptionsfaktoren konzentrierte. Er fand heraus, dass GATA-1 die Entwicklung roter Blutzellen fördert, während GATA-2 die Entwicklung roter Blutzellen blockiert und die Bildung von Erythrozytenvorläuferzellen stimuliert. Diese Ergebnisse waren die ersten, die eine GATA-2-Funktion in der frühen Entwicklung von Blutzellen zeigten.

### 1995–heute: Stammzellen und antigenpräsentierende dendritische Zellen
Anfang der 1990er Jahre begann Martin Zenke, aufbauend auf Untersuchungen zum v-rel-Onkogen, an Antigen-präsentierenden dendritischen Zellen (dendritic cells, DC) zu arbeiten. DC sind spezialisierte Immunzellen und wichtig für Immunität und Immuntoleranz. Die DC Biologie war zu dieser Zeit wenig verstanden und Martin Zenke war einer der ersten, der Genexpressionsanalysen mit DNA Microarrays für das Gen-Mining anwendete. Diese Arbeiten führten zur Entdeckung des Transkriptionsfaktors Id2 bei der DC Entwicklung. Die Id2 Gendatensätze erhielten die Zugangsnummern 1 und 2 (E-MEXP-1 und E-MEXP-2) in der ArrayExpress Datenbank, einer der beiden großen Datenbanken für Genomdaten, die inzwischen mehrere Millionen Einträge enthält.
Die Arbeiten zu DC werden hauptsächlich im Maussystem durchgeführt mit dem Ziel, Genschaltkreise der DC Entwicklung und Funktion zu identifizieren. Dazu werden RNA-Seq, ChIP-seq, ATAC-seq, Chromosom-Konformationsanalysen (4C) und CRISPR/Cas9 Gen Editierung verwendet. Neuerdings werden diese Studien im menschlichen System auch unter Verwendung von induzierten pluripotenten Stammzellen (iPS-Zellen) durchgeführt.

### 2005–heute: Pluripotente Stammzellen und Krankheitsmodellierung
Blutbildende Stammzellen sind seit vielen Jahren das Hauptinteresse von Martin Zenke. In den 2005er Jahren erweiterte er sein Interesse auf pluripotente Stammzellen, wie embryonale Stammzellen (ES-Zellen) und die kürzlich entdeckten induzierten pluripotenten Stammzellen (iPS-Zellen).
Ein besonderer Schwerpunkt liegt auf krankheits- und patientenspezifischen iPS-Zellen für die Krankheitsmodellierung und das Wirkstoffscreening, insbesondere des blutbildenden Systems. Diese Arbeiten umfassen auch die Entwicklung von Tiermodellen zum Studium von Erkrankungen und die Laborautomatisierung für die Zellproduktion.
Martin Zenke arbeitete auch an der Technologieentwicklung: Automatische DNA-Sequenzierung und Gentransfer in Zellen.

## Publikationen
- Liste der Publikationen in PubMed (U.S. National Library of Medicine und National Institutes of Health)